# Basiseffekt
Als Basiseffekt wird in der Statistik der bei Gliederungszahlen vorkommende Effekt bezeichnet, wonach deren prozentuale Veränderung von der absoluten Höhe des Grundwerts (Niveaumenge) abhängt. Ist der Grundwert sehr niedrig (sehr hoch), fällt die prozentuale Veränderung bei gleicher absoluter Veränderung sehr hoch (sehr niedrig) aus.

## Allgemeines
Der Basiseffekt ist ein statistisches Phänomen und betrifft den Einfluss des vergleichbaren Bezugszeitpunkts (etwa das Basisjahr, daher der Name Basiseffekt) einer Zeitreihe auf die aktuelle Entwicklung irgendeines Grundwerts. Er spielt insbesondere bei der Interpretation prozentualer Veränderungsraten, beispielsweise zum Vorjahr oder zum Vormonat, eine Rolle. Prozentuale Veränderungsraten fallen verzerrt aus, wenn der Grundwert außergewöhnlich hoch oder niedrig war. Die Europäische Zentralbank spricht vom Basiseffekt, wenn eine außergewöhnlich starke monatliche Veränderung, die zwölf Monate zuvor eintrat, aus der Berechnung der Jahreswachstumsrate herausfällt oder sich außergewöhnliche Ereignisse auf statistisch erhobene Daten auswirken.

## Fachgebiete
Einen Basiseffekt gibt es in allen Fachgebieten, in denen Gliederungszahlen vorkommen. Prozentuale Veränderungsraten können hier leicht über die wirklichen Verhältnisse täuschen.
Statistik
| Zeitperiode             | Indexwert               | absoluter Zuwachs               | relativer Zuwachs                                 |
| {\displaystyle t\,}     | {\displaystyle I_{t}\,} | {\displaystyle I_{t}-I_{t-1}\,} | {\displaystyle {\tfrac {I_{t}-I_{t-1}}{I_{t-1}}}} |
| ----------------------- | ----------------------- | ------------------------------- | ------------------------------------------------- |
| 0                       | 1                       | --                              | --                                                |
| 1                       | 2                       | 1                               | 100 %                                             |
| 2                       | 3                       | 1                               | 50 %                                              |
| 3                       | 4                       | 1                               | 33 %                                              |
| {\displaystyle \vdots } | {\displaystyle \vdots } | {\displaystyle \vdots }         | {\displaystyle \vdots }                           |
| 100                     | 101                     | 1                               | 1 %                                               |

Im Beispiel nebenstehender Tabelle erscheint ein Zuwachs von 100 Prozent, ausgehend von dem Indexwert {\displaystyle 1}, auf den neuen Indexwert {\displaystyle 2} recht beeindruckend: Es handelt sich um eine Verdopplung. Hier macht sich der Basiseffekt bemerkbar, da der absolute Zuwachs nur 1 beträgt. Ausgehend vom Wert {\displaystyle 2} würde eine Steigerung derselben absoluten Höhe, also plus 1 auf dann {\displaystyle 3}, nur noch einen Zuwachs von 50 Prozent bedeuten. Eine Erhöhung von {\displaystyle 3} auf {\displaystyle 4} entspricht nur noch 33 Prozent. Eine Steigerung um ebenfalls 1 von {\displaystyle 100} auf {\displaystyle 101} entspricht dann nur noch einem Prozent. Man sieht also, dass die prozentuale Steigerung bei gleichen absoluten Schritten mit wachsendem Basiswert immer geringer wird.
Demografie
Liegt die Einwohnerzahl in einer Gemeinde beispielsweise bei 50 Einwohnern (Grundwert), die um 30 auf 80 Einwohner zunehmen, so beträgt die prozentuale Steigerung 37,5 %. Besteht die Einwohnerzahl einer größeren Gemeinde dagegen aus 50.000, die sich wiederum um 30 Einwohner auf diesmal 50.030 Einwohner erhöht, liegt eine prozentuale Steigerung von lediglich 0,0599 % vor. Vom Basiseffekt wird bei der Steigerung von 37,5 % gesprochen, so dass diese für Analysten, Entscheidungsträger oder Medien mit Vorsicht zu beurteilen ist und keineswegs von einer Bevölkerungsexplosion in der kleineren Gemeinde gesprochen werden kann, auch wenn das prozentuale Bevölkerungswachstum dies nahelegt.
Wirtschaft
| Kursniveau Aktienkurse | Kurs- veränderung | aktueller Kurs | prozentuale Steigerung |
| ---------------------- | ----------------- | -------------- | ---------------------- |
| 10 €                   | +1 €              | 11 €           | 10 %                   |
| 100 €                  | +1 €              | 101 €          | 1 %                    |
| 1000 €                 | +1 €              | 1001 €         | 0,1 %                  |

Ein Basiseffekt kann bei der Berechnung der Änderungsraten von unterjährigen Indizes oder sonstigen ökonomischen Größen auftreten. Hier werden jährliche Veränderungen in Bezug auf die entsprechende Vorjahresperiode ausgewiesen. Steigt (fällt) der aktuelle Wert gegenüber der Vorperiode (etwa Monat, Quartal), so sinkt (steigt) die Änderungsrate, obwohl sich der Anstieg (der Rückgang oder Konstanz) des Index fortgesetzt hat. Hiervon betroffen sind alle ökonomischen Niveaus (Kursniveau, Preisniveau, Zinsniveau). Ist beispielsweise der Grundwert ein Niedrigzinsniveau (Hochzinsniveau), so fallen prozentuale Zinsveränderungen sehr hoch (sehr niedrig) aus.
Das arithmetische Mittel der Aktienkurse beträgt 370 €, so dass hierbei die prozentuale Steigerung von 1 € nur 0,27 % ausmacht. Gemessen hieran zeigt sich der Basiseffekt bei 10 % und auch bei 0,1 %. Bei Pennystocks fällt deshalb eine Kursveränderung stärker ins Gewicht als eine gleiche Veränderung bei teuren Aktien.
Wirtschaftswissenschaft
In der Wirtschaftswissenschaft spielt beispielsweise der Basiseffekt nach Wirtschaftskrisen einer Volkswirtschaft (Rezession) oder eines Unternehmens (Unternehmenskrise) eine Rolle. Ist beispielsweise die Wirtschaftsleistung einer Volkswirtschaft sehr niedrig, genügen in den ersten Zeitperioden eines neuen Aufschwungs geringe absolute Steigerungen für eine hohe Steigerungsrate in Prozent. Das ist beispielsweise der Fall während der Corona-Pandemie, durch die im Jahre 2020 Wirtschaftsleistung und andere ökonomische Größen wie Bruttoinlandsprodukt oder Exportquote gegenüber 2019 stark sanken und durch das niedrige Niveau zu einem Basiseffekt bei nachfolgenden Erholungen führten. Dieser Basiseffekt könnte dazu verleiten, die hohen Steigerungsraten als Boom zu bezeichnen, was nicht zuträfe.
Wirtschaftsstatistik
Das Statistische Bundesamt erklärt den Basiseffekt in amtlichen Statistiken wie folgt: „Der Basiseffekt spielt insbesondere bei der Interpretation der Veränderungsraten zum Vorjahr eine Rolle. Die Höhe der Jahresteuerungsrate eines bestimmten Monats hängt nicht nur von der aktuellen Preisentwicklung ab, sondern auch vom Preisniveau des Vorjahres. Gab es in der vergleichbaren Vorjahresperiode eine (vorübergehende) starke Preissenkung, so wird die aktuelle Jahresteuerungsrate tendenziell höher ausfallen.“ Der Basiseffekt beschreibt den Einfluss des vergleichbaren Bezugszeitpunktes (der Basis) auf die aktuelle Entwicklung einer Zeitreihe.
Volkswirtschaftslehre und Geografie
Steigt die Inflationsrate von 2 % pro Monat auf 4 % monatlich, beträgt der Inflationszuwachs 100 %, was aber wegen des Basiseffekts keine Hyperinflation bedeutet, auch wenn allgemein eine Hyperinflation bei monatlichen Inflationsraten von 50 % vorliegt. Das gilt nur für deutlich höhere Grundwerte als 2 %. Volkswirtschaftliche Kennzahlen wie diese haben nur ohne Basiseffekt Aussagekraft. Statistische Ursache ist das Preisniveau des Basiszeitraums (Jahr, Quartal, Monat): Ist es sehr niedrig (sehr hoch), so führen prozentuale Veränderungen zu sehr hohen (sehr niedrigen) Änderungsraten.
Der Basiseffekt kommt vor allem auch bei Kleinstaaten, Kleinunternehmen oder sonstigen geringfügigen statistischen Größen zum Vorschein, bei denen kleinste Veränderungen eines niedrigen Grundwertes zu hohen prozentualen Änderungsraten führen. Die Aussagekraft einer prozentualen Veränderung ist bei Basiseffekten auch hier gering. Bei Flächenstaaten oder Großunternehmen dagegen fallen jeweils identische Veränderungen kaum ins Gewicht.